# نوكيا 305
نوكيا 305 هو هاتف محمول جديد تم طرحه في الأسواق عام 2012، 2013. صنع هذا الهاتف في الهند وهو ذو مميزات متوسطة ويتم تسويقه إلى دول شمال أفريقيا وشرق آسيا وأمريكا الاتينية. يتراوح سعره بين 70 و 80 دولارا.